# Saxon-Sion
Saxon-Sion ist eine französische Gemeinde mit 66 Einwohnern (Stand 1. Januar 2022) im Département Meurthe-et-Moselle in der Region Grand Est (bis 2015 Lothringen).

## Geografie
Saxon-Sion liegt in der Landschaft Saintois, etwa fünf Kilometer südlich von Vézelise. Der Teilort Sion liegt sehr exponiert auf der nördlichen Spitze des Bergrückens Colline de Sion-Vaudémont, die hier 499 m über dem Meer erreicht und die sie umgebende Landschaft um über 150 Höhenmeter überragt.

## Geschichte
Die Gegend war Siedlungsgebiet des keltischen Stammes der Leuker. Der gallo-römische Name des Gebietes war Pagus Seuntensis, die Ortschaft hieß Seuntum, woraus Scionsz und schließlich Sion wurde.
Saxon-Sion liegt auf dem Nordende des „heiligen Bergs Lothringens“, der Colline de Sion (Hügel von Sion). Ursprünglich eine keltische Kultstätte, wurde ab dem 4. Jahrhundert Maria, die Mutter Jesu, auf dem Hügel verehrt. Kreuzritter sollen dem Hügel den Namen Zion gegeben haben.
Auf dem Hügel stehen die Basilika „Unserer Lieben Frau von Sion“ (Monument historique) und ein 45 Meter hoher Turm, auf dem sich eine weithin sichtbare sieben Meter hohe Marien-Statue erhebt.
Der Hügel von Sion hat den Schriftsteller Maurice Barrès zu seinem Roman La colline inspirée (1913) angeregt. Eine Säule auf dem Hügel erinnert an den Schriftsteller.

### Bevölkerungsentwicklung
| Jahr      | 1962 | 1968 | 1975 | 1982 | 1990 | 1999 | 2007 | 2019 |
| Einwohner | 62   | 88   | 96   | 84   | 80   | 80   | 70   | 106  |

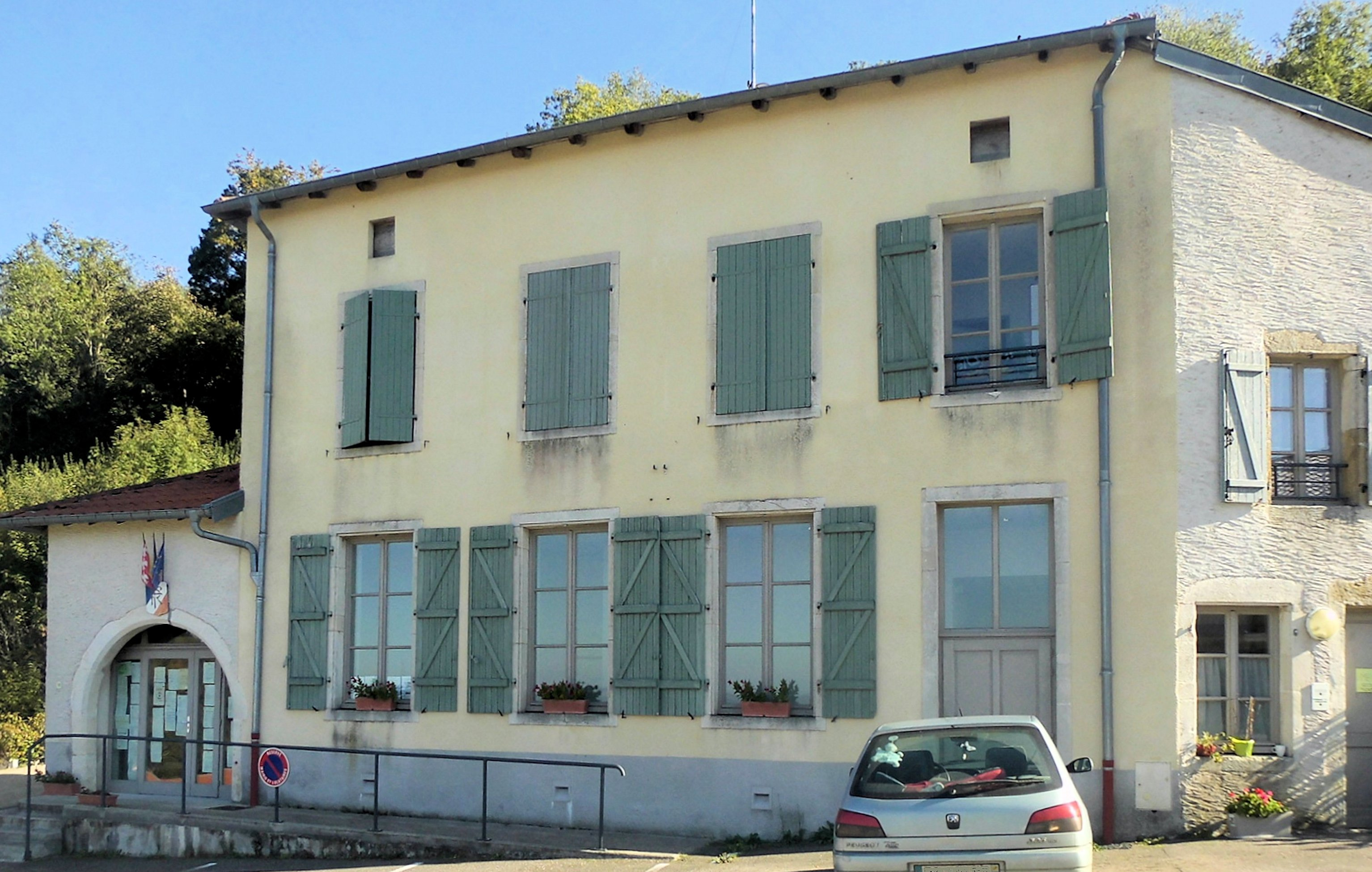
Mairie Saxon-Sion
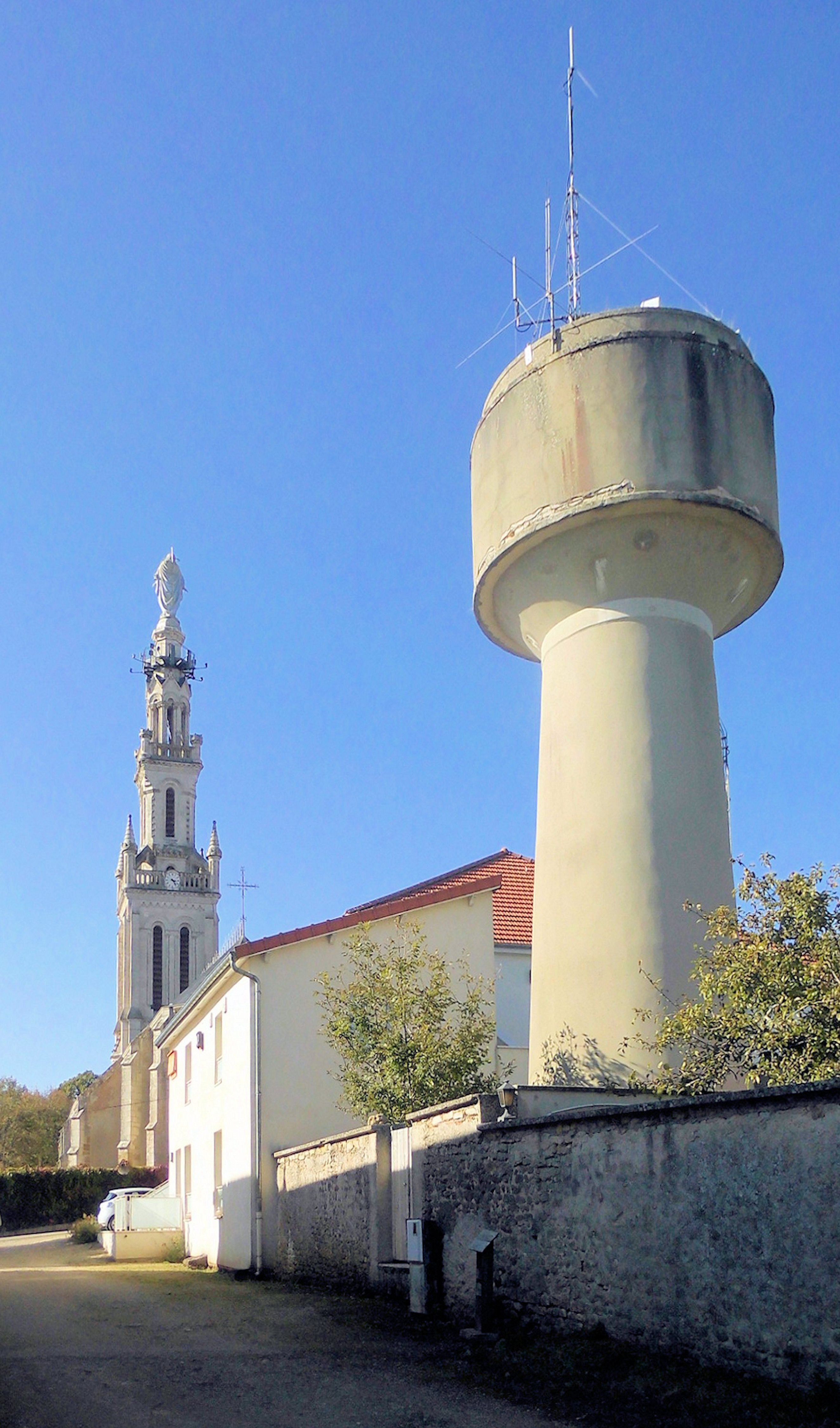
Wasserturm